# Honda FR-V

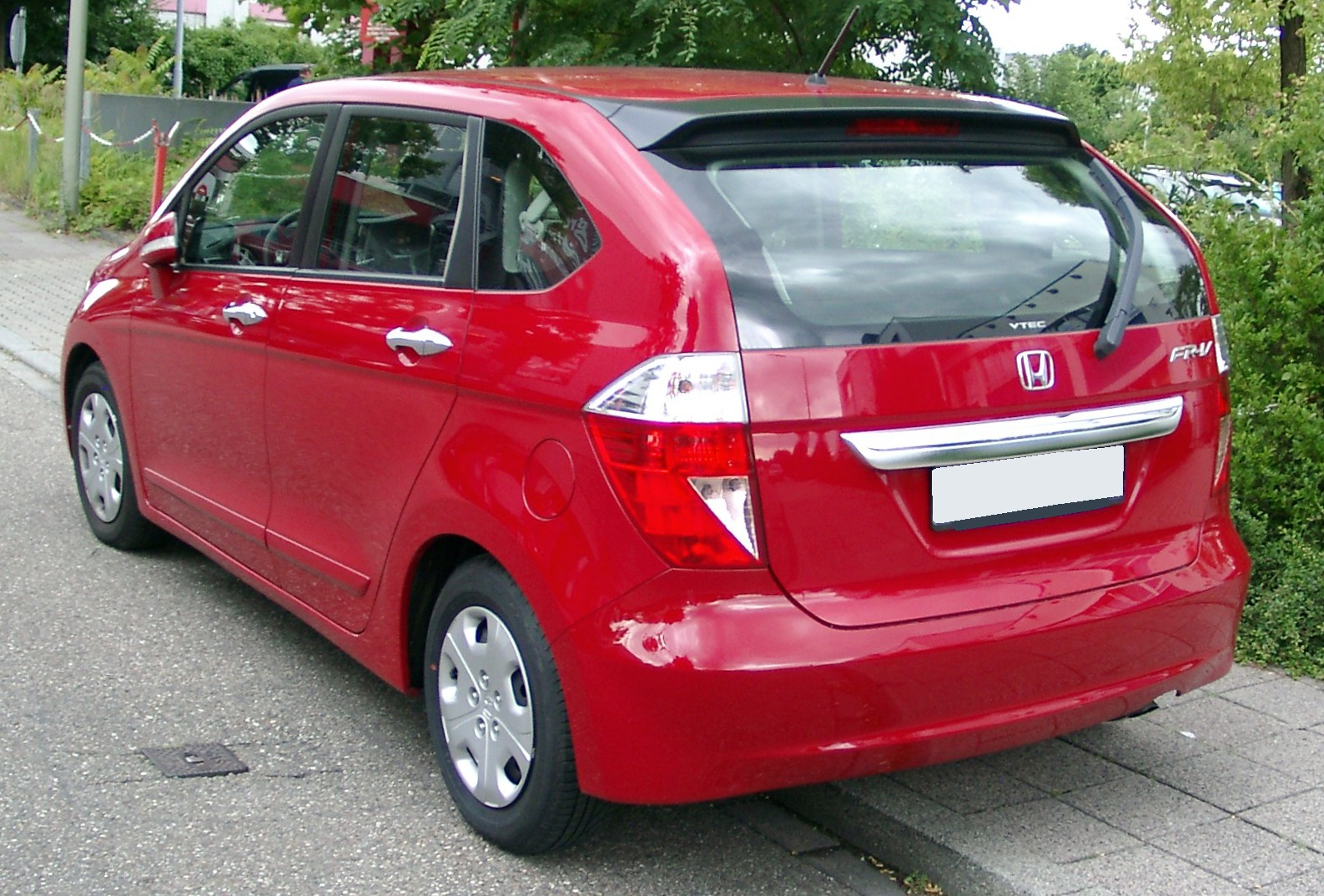
Il retro di una FR-V

La Honda FR-V, conosciuta come Honda Edix in Giappone, è un modello di autovettura prodotto dalla casa automobilistica giapponese Honda dal 2004 al 2009 negli stabilimenti di Suzuka. È una monovolume 6 posti compatta appartenente al segmento MPV, commercializzata in Italia dalla Honda dal 2005 fino al 2011. Assieme alla Fiat Multipla, è stata l'unica minivan 6 posti proposta sul mercato europeo.

## Motori
La FR-V è stata prodotta in tre motorizzazioni a benzina ed una a gasolio.
- 1.7 VTEC - 92 kW (125 CV) a 6300 giri/min. e coppia di 154 N m a 4800 giri/min.
- 1.8 i-VTEC - 101 kW (138 CV) a 6300 giri/min. e coppia di 174 Nm a 4300 giri/min.
- 2.0 i-VTEC - 110 kW (150 CV) a 6500 giri/min. e coppia di 192 Nm a 4000 giri/min.
- 2.2 i-CTDi - 103 kW (140 CV) a 4000 giri/min. e coppia di 340 Nm a 2000 giri/min.

Il 1.7 VTEC e il 2.0 i-VTEC sono stati sostituiti nella primavera del 2007 dal nuovo 1.8 i-VTEC proveniente dalla Civic. Nello stesso periodo la Honda FR-V ha subito un leggero restyling (finiture interne effetto carbonio, nuovi gruppi ottici, e griglia frontale brunita).

## Specifiche tecniche
| Name                       | Dettaglio    |
| -------------------------- | ------------ |
| Marchio                    | Honda        |
| Tipo carrozzeria           | MPV          |
| Trazione                   | Anteriore    |
| Posizione motore           | Anteriore    |
| Euro NCAP                  | 4            |
| 0-100 Km/h                 | 10.1 secondi |
| Altezza interna ant.       | 1036 mm      |
| Altezza interna post.      | 955 mm       |
| Spazio gambe anteriore     | 1035 mm      |
| Spazio gambe posteriore    | 761 mm       |
| Altezza                    | 1610 mm      |
| Larghezza                  | 1810 mm      |
| Lunghezza                  | 4285 mm      |
| Peso in ordine di marcia   | 1584 kg      |
| Capienza bagagliaio max.   | 1049 litri   |
| Capienza bagagliaio min.   | 439 litri    |
| Numero di portiere         | 5            |
| Numero di sedili           | 6            |
| Intervalli di manutenzione | 20.000 km    |
| Capacità serbatoio         | 56,82 litri  |
| Raggio di sterzata         | 3,20 metri   |